# Балаханы
Балаханы́ (азерб. Balaxanı; татск. Balxuni) — посёлок городского типа в Сабунчинском районе Бакинской агломерации. Расположен на Апшеронском полуострове, в 9 километрах от Баку.

## История

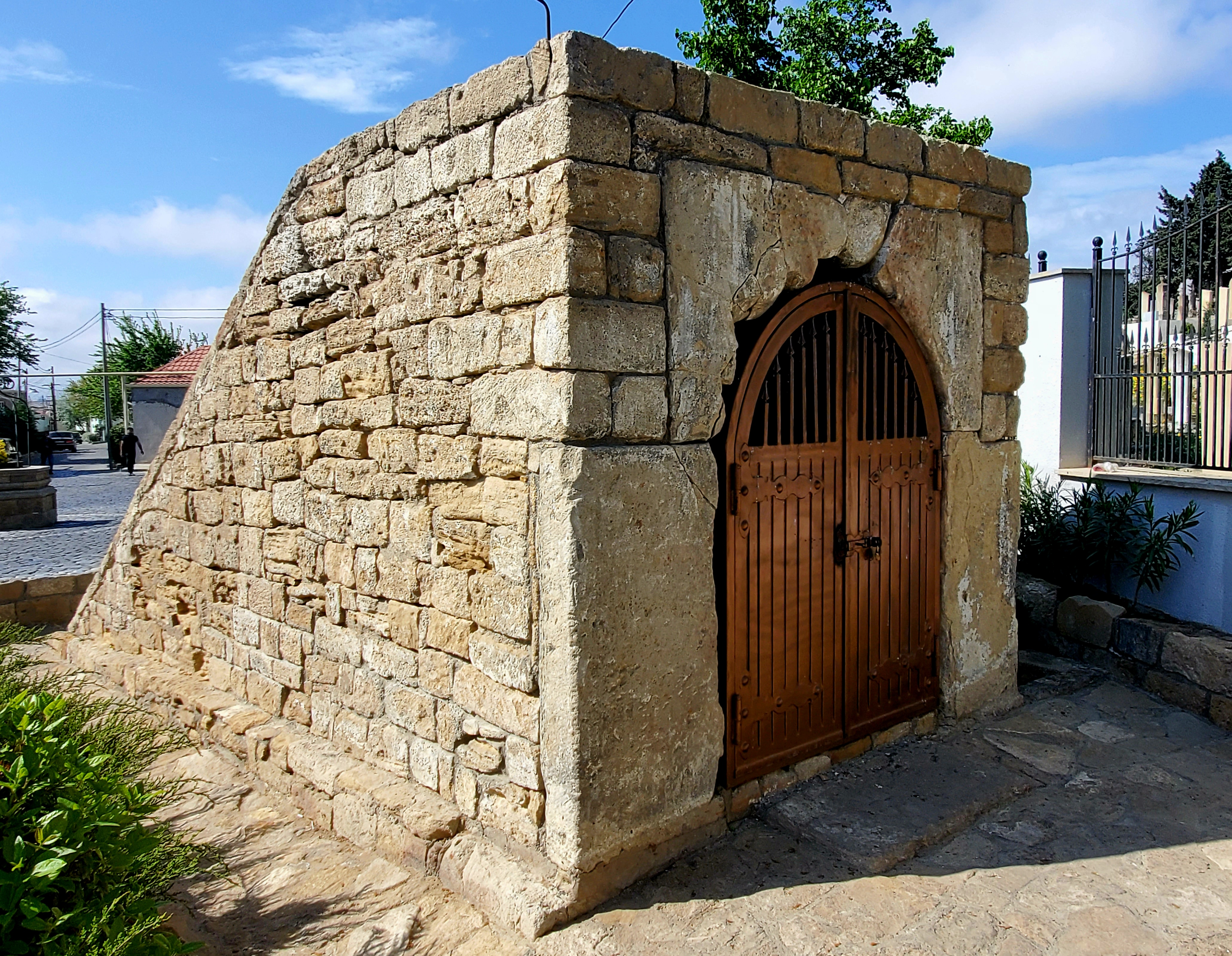
Балаханский овдан

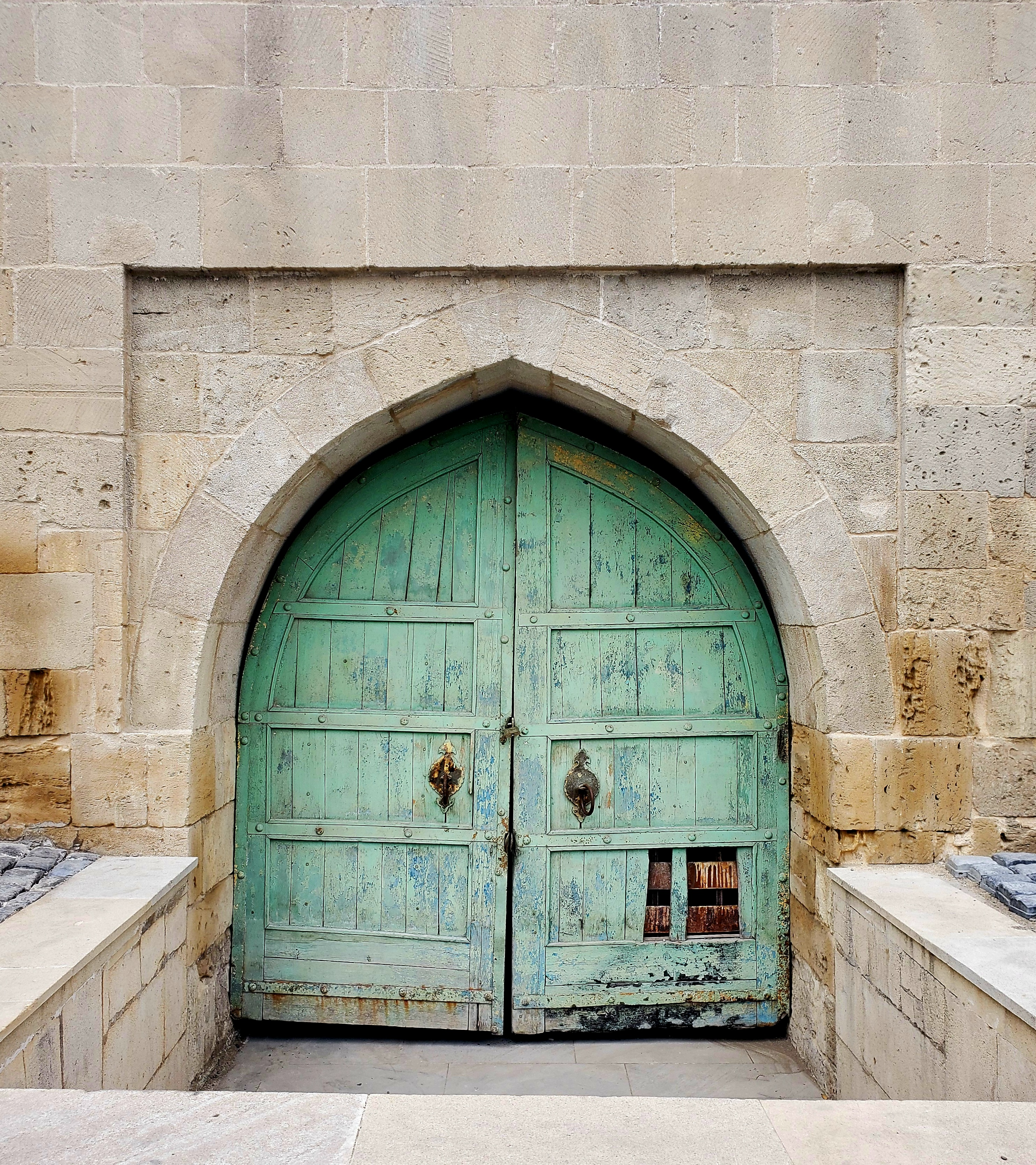
Караван-сарай шаха Сефи

Название селения происходит от татского «бала» — «высокий» и «ханэ» — «дом». Так на Апшероне было принято называть маленькую гостевую комнату в караван-сараях (постоялых дворах). В 1427 году здесь был воздвигнут мавзолей Шакир-ага, сына визиря ширваншаха Ибрагима I. В 1538 году с. Балаханы попало под власть Сефевидов, при которых приобрело значение, как селение, располагавшееся на торговом пути из Руси в Персию. В 1623 году был построен караван-сарай. В с. Балаханы расположена четырёхбастионная крепость, описанная в XVIII веке российским врачом при посольстве в Персии Иваном Лерхе.

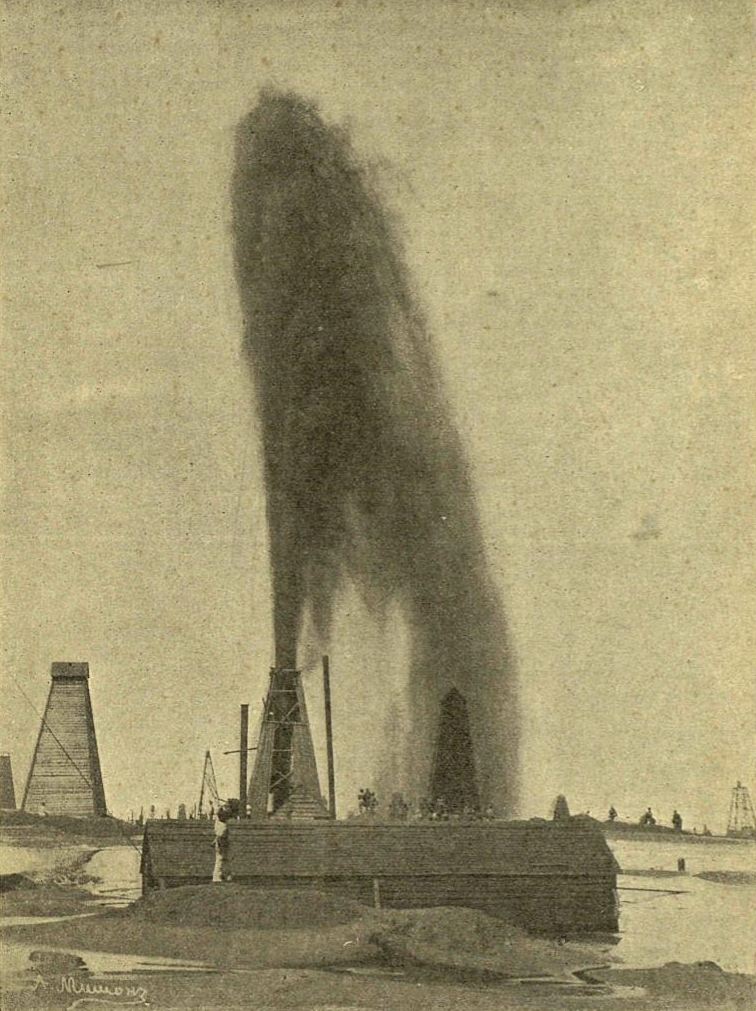
Нефтяной фонтан в Балаханах. 1887 год.

История добычи нефти в Балаханы уходит в средневековье. В новейшее время в одном из старинных колодцев был найден камень с надписью о том, что данный колодец был вырыт в 1594 году мастером Аллахъяром ибн Мухаммед Нури. В 1735 году здесь насчитывалось 52 нефтяных колодца, согласно Лерхе, в 1816 — 77, а в 1825 — уже 82.

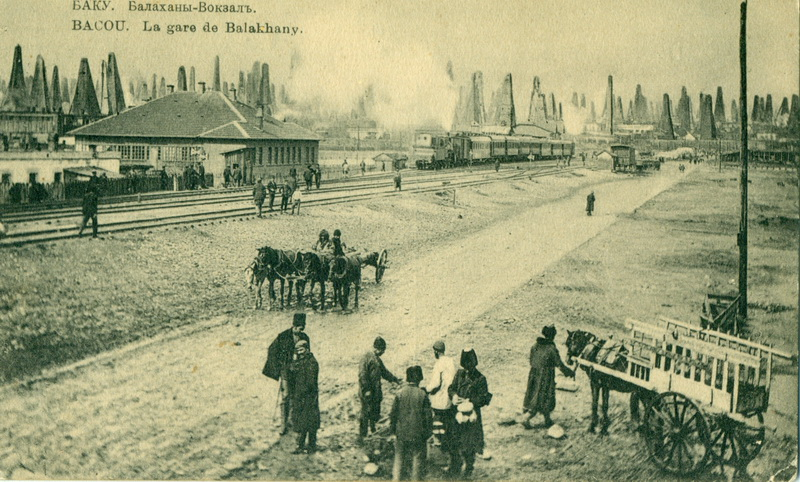
Балаханы-Вокзал. На открытке имперских годов изображена жд ст. Сабунчи, находившаяся на Балаханской нефтяной площади, и потому зачастую называвшаяся, по аналогии - Балаханы.

В 1806 году владельцем всех балаханских колодцев являлся бакинский хан Гусейн. После его предательского убийства российского главнокомандующего князя Цицианова, при передаче ключей от крепости Баку во время её капитуляции, и последовавшего затем бегства в Персию, всё имущество хана перешло в казну.
 
В 1808 году все колодцы взял на откуп с торгов по контракту, заключенному в Баку 30 июня 1808 года, первый российский нефтяной откупщик карабахский из армянских старшин житель Баба Матвеевич Тарумов. В 1863 году очередным и последним откупщиком  нефтяных и соляных промыслов стал тифлисский купец Иван Минаевич Мирзоев. В 1837 году горный инженер Николай Воскобойников основал в с. Балаханы нефтеперегонный завод, где впервые нефть подогревалась при помощи природного газа.
В 1871 году была пробурена механическим способом вторая в России и первая реально действовавшая на Бакинских нефтяных промыслах нефтяная скважина (64 метра) нефтяным откупщиком Иваном Мирзоевым. 1 апреля 1873 года в Балаханах ударил первый буровой фонтан нефти. В 1878 году по заказу компании братьев Нобель от с. Балаханы до нефтеперерабатывающего завода в бакинском Чёрном городе был проведён первый в России нефтепровод длиной 12 километров.
В посёлке c 1982 года действует Балаханский машиностроительный завод.

## Население
Население с. Балаханы в 1816 году составляло 792 человека, в 1830 — 992 человека, в 1842 — 1219, в 1897 — 3770, в 1912 году — 6578 человек, в 1968 — 11 300 человек. Посёлок представляет особенный интерес в этнокультурном плане. Балаханы — единственный населённый пункт на Апшеронском полуострове, где этнические таты на сегодняшний день проживают компактной общиной, сохраняют самосознание и владеют татским языком. До Революции в с. Балаханы проживала самая крупная на Кавказе община бахаи. По данным Энциклопедического словаря Брокгауза и Ефрона, издававшегося в конце XIX — начале XX веков, в Балаханы насчитывалось 2276 жителей обоего пола, состоявших исключительно из татар-шиитов. Под названием "татары" здесь следует понимать татов, составлявших в 1870 году 65,78% населения Бакинского уезда. Лишь 6 деревень Бакинского уезда в то время, на юго-востоке Абшеронского полуострова, были населены азербайджанцами, которых также называли "татары".

По сведениям переписи 1897 г. в Балаханах проживало 3770 жителей обоего пола, все таты.
Статистика изменения населения Балаханы
| Год       | Количество населения |
| --------- | -------------------- |
| 1810      | 107 дом., 482 чел.   |
| 1816      | 792                  |
| 1830      | 992                  |
| 1842      | 1219                 |
| 1859-1864 | 396 дом., 1925 чел.  |
| 1886      | 513 дом., 2832 чел.  |
| 1897      | 3770                 |
| 1912      | 6578                 |
| 1968      | 11,300               |
| 2018      | 14,300               |

## Культура
В 1898 году фотограф Александр Мишон снял в Балаханы короткометражный документальный немой фильм «Нефтяной фонтан 4 августа 1898 г. в Балаханах», считающийся сегодня первым фильмом в истории азербайджанского кинематографа. Сергей Есенин упоминал Балаханы, где он провёл первомайский праздник 1925 года, в своих стихотворениях «Прощай, Баку!» и «1 мая». Михаил Сивачев в 1926 году написал революционную повесть «Балаханы», посвящённую труду бакинских рабочих в царскую эпоху.
Джума-мечеть — историко-архитектурный памятник XIX века